# Fresno de Cantespino
Fresno de Cantespino è un comune spagnolo di 274 abitanti situato nella comunità autonoma di Castiglia e León.